# メシア ストラディバリウス

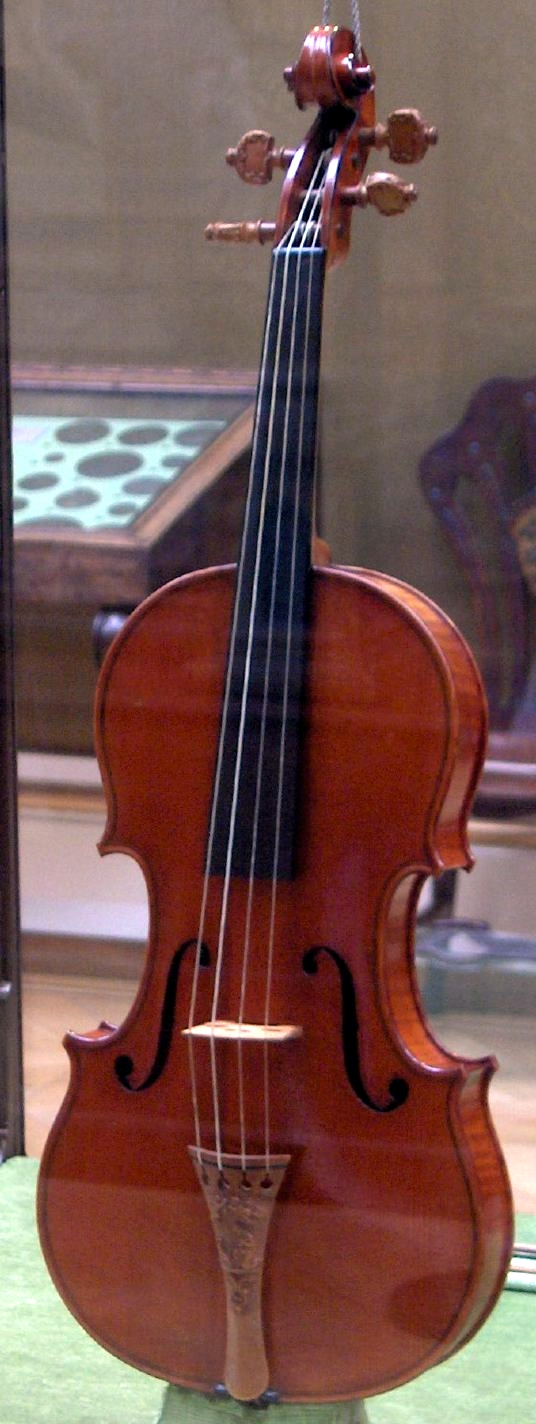
アシュモレアン博物館に展示されている「メシア」

メシア - サラブーエ ストラディバリウスは、1716年にアントニオ・ストラディバリにより製作されたヴァイオリンである。製作当時の状態をそのまま残した唯一のストラディバリウスと考えられている。 現在は、イギリスのオックスフォードにあるアシュモレアン博物館の所蔵品である。
「メシア」の名で知られるこのヴァイオリンは、ストラディバリの工房に彼の死の1737年まで残されていた。その後、1775年に息子のパオロによってコジオ・デ・サラブーエ伯爵に売却され、しばらくの間「サラブーエ」と呼ばれていた。「メシア」は、1827年にサラブーエ伯爵から楽器商ルイジ・タリシオが購入する。1854年、タリシオの没後にパリの弦楽器製作者ジャン＝バティスト・ヴィヨームが「メシア」を含むタリシオの全コレクションを手に入れることとなる。
ある日、タリシオはこの未知の素晴らしい楽器の価値についてヴィヨームと語り合っていた。そこでヴィヨームの娘婿でヴァイオリニストのジャン・アラールが言った。「本当ですかタリシオさん、あなたのヴァイオリンはまるでユダヤ人のメシアのようですね。皆が待っているのに決して現れないじゃないですか。」 ('Vraiment, Monsieur Tarisio, votre violon est comme le Messie des Juifs: on l'attend toujours, mais il ne paraît jamais' ). かくして、このヴァイオリンは現在知られている名前に洗礼を施された。"
「メシア」は楽器商W.E. ヒルの一族からオックスフォードのアシュモレアン博物館に「未来の楽器製作者への学習の基準」として保存するために遺贈された。
このヴァイオリンは滅多に演奏されなかったので新品のような状態である。楽器としての音の可能性はW.E. ヒルが遺贈した状態から疑問が持たれている。しかしながら、高名なヴァイオリニストであるヨーゼフ・ヨアヒムにより演奏されており、ヨアヒムは当時の「メシア」の所有者Robert Crawfordに1891年に宛てた手紙の中で、その甘美さと崇高さが組み合わせった音に心打たれたと述べている。ナタン・ミルシテインはヒルの店で1940年以前に演奏し、忘れえぬ経験だったと述べている。 「メシア」は、ストラディバリが作った楽器の中で最も価値あるものの一つである。
「メシア」の表板は1710年にピエトロ・ジャコモ・ロジェーリが作ったヴァイオリンと同じ木が使われている。 糸巻とテールピースはオリジナルではなく、あとからヴィヨームによって付け足された。テールピースには「キリストの降誕」が描かれてる。